# فونگافاله
فونگافاله (به لاتین: Fongafale) یک جزیره و آب‌سنگ حلقوی در تووالو است.